# Berthe de Puybusque
Berthe de Puybusque née à Muret (Haute-Garonne) le 14 décembre 1848, et morte à Saint-Sulpice-sur-Lèze (Haute-Garonne) le 12 novembre 1926, est une poétesse et romancière française.

## Biographie
Berthe Marie Barthélemine de Puybusque, née au château de Lacombe à Muret (Haute-Garonne) le 14 décembre 1848, a publié ses premières œuvres sous le pseudonyme de Rustica ; couronnée maître ès Jeux Floraux à Toulouse , elle a écrit des romans à l'intention des jeunes filles ; ainsi que des poèmes. Elle a collaboré à L'Ouvrier, journal bi-hebdomadaire illustré.
- Généalogie de la famille de Puybusque , par Guillaume-Albert de Puybusque ; E. Privat (Toulouse), 1912 ; lire en ligne sur Gallica ; voir aussi  pages 211, 239, 329[4].

## Œuvres
- Labeur sans gloire ; Hirt & Cie, 1920
- Pascalette ; Hirt & Cie, 1923
  - Couverture de Pascalette
- Gina la blonde ;  Hirt & Cie, 1929
- L'équivoque ; Gautier-Languereau., 1926

Bibliographie, dans Généalogie de la famille de Puybusque
- Leçon des choses, plaquette en vers. Ollendorf, 1894. (sous son pseudonyme Rustica)
- Les deux robes, roman. Gautier, 1902.
- La bête hombrée, roman. Perpignan, Latrobe, 1902.
- L'Angélus sur les champs, poésies, avec préface de M. Charles de Pomairols (L'Âme latine). Toulouse, 1907[5]
- Marie de Renaud, roman. Gautier, 1910.
- L'arme du fou, roman. Paris, 1912.
- Le Rosaire, plaquette de vers, avant-propos de M. Ch. de Pomairols. Besançon, imprimerie de l'Est, 1912
  - Visitation, un des sonnets du Rosaire
- Les Lointains s'éclairent, roman. Gautier, 1912[6]
  - Moisson, Idylle ayant obtenu un œillet aux Jeux floraux[7]
  - Éloge de Clémence Isaure prononcé par Berthe de Puybusque, Maître es-Jeux floraux[8]

## Postérité
- Une impasse à Muret porte son nom.
- Un Tunnelier du métro de Toulouse porte son nom.